# Pseudarcopagia botanica
Pseudarcopagia botanica is een tweekleppigensoort uit de familie van de Tellinidae. De wetenschappelijke naam van de soort is voor het eerst geldig gepubliceerd in 1918 door Hedley.